# Orlinek
Orlinek est un tremplin de saut à ski, situé à Karpacz en Pologne.

## Historique
C'est en 1912 que le premier tremplin à Karpacz (alors Krummhübel, Empire Allemand) a été construit sous le nom de Schneekoppenschanze. Durant son existence il a été agrandi deux fois. Son dernier record de 45,5 m a été établi en 1938 par Karl-Heinz Breiter. Pendant la Seconde Guerre mondiale le tremplin est abandonné et détruit. Après la fin des hostilités, quand Karpacz est devenue polonaise un second tremplin est érigé sous la direction de Stanisław Marusarz. Le nouveau site reçoit le nom d'Orlinek. En 1962 la construction s'écroule pendant une tempête. Une installation toute neuve de K-73 est mise en place en 1978. Ce nouveau tremplin est complètement modernisé en 2000 pour les championnats du monde junior de ski nordique, un ascenseur et des nouveaux postes pour les juges sont installés.

## Records d'Orlinek
|    | Jour        | Année | Vainqueur            | Distance | Compétition                  |
| -- | ----------- | ----- | -------------------- | -------- | ---------------------------- |
| 1. | 1er février | 2001  | Veli-Matti Lindström | 92,5 m   | Championnats du monde junior |
| 2. | 28 janvier  | 2004  | Mateusz Rutkowski    | 92,5 m   | Championnats de Pologne      |
| 3. | 29 janvier  | 2004  | Adam Małysz          | 94,5 m   | Championnats de Pologne      |